# Бутыны
Бу́тыны (укр. Бутини) — село в Великомостовской городской общине Шептицкого района Львовской области Украины.
Население по переписи 2024 года составляло 1500 человек. Занимает площадь 3,28 км². Почтовый индекс — 80071. Телефонный код — 3257.

## География
Село расположено в месте впадения в реку Рата реки Белой.